# Île d'Achill
 (juin 2020).
Si vous disposez d'ouvrages ou d'articles de référence ou si vous connaissez des sites web de qualité traitant du thème abordé ici, merci de compléter l'article en donnant les références utiles à sa vérifiabilité et en les liant à la section « Notes et références ».
L'île d'Achill (en anglais : Achill Island /ˈækəl/ ; en irlandais : Acaill ou Oileán Acla) dans le comté de Mayo est la plus grande île d’Irlande avec une superficie de 146 km2. Située sur la côte ouest de l'Irlande, Achill y est aujourd'hui reliée par le pont Michael-Davitt. Sa population est de 2 700 habitants. 
La paroisse d’Achill inclut la péninsule de Corraun, dont les habitants se considèrent comme des gens d’Achill tandis que la plupart des natifs d’Achill considèrent Corraun comme étant « dans Achill ».

## Géographie

### Description générale
Achill est séparée de la péninsule de Corraun par le détroit d'Achill (Achill Sound), qui peut atteindre 500 mètres de largeur, mais est réduit à une cinquantaine de mètres au niveau de Cloughmore au sud d'Achill et à 200 mètres au niveau du village d'Achill Sound, où arrive le pont Michael Davitt.
Deux îles relativement importantes sont adjacentes à l'île d'Achill : Achillbeg au sud ; Inishbiggle au nord-est.
L'île elle-même est constituée de deux parties :
- une partie d'orientation nord-sud, longue d'environ 13 km du détroit d'Achillbeg au cap le plus au nord de l'île, la plus proche de Corraun ;
- une partie d'orientation est-ouest au nord, de 10 km de long, du détroit d'Inishbiggle au cap Achill Head, extrémité occidentale de l'île.

### Situation
Le pont Michael-Davitt se trouve à environ 8 km de Mullranny (par la route), 20 de Newport, 30 de Castlebar (chef-lieu de comté) ; 25 de Westport et 80 de Galway.

### Relief et hydrographie

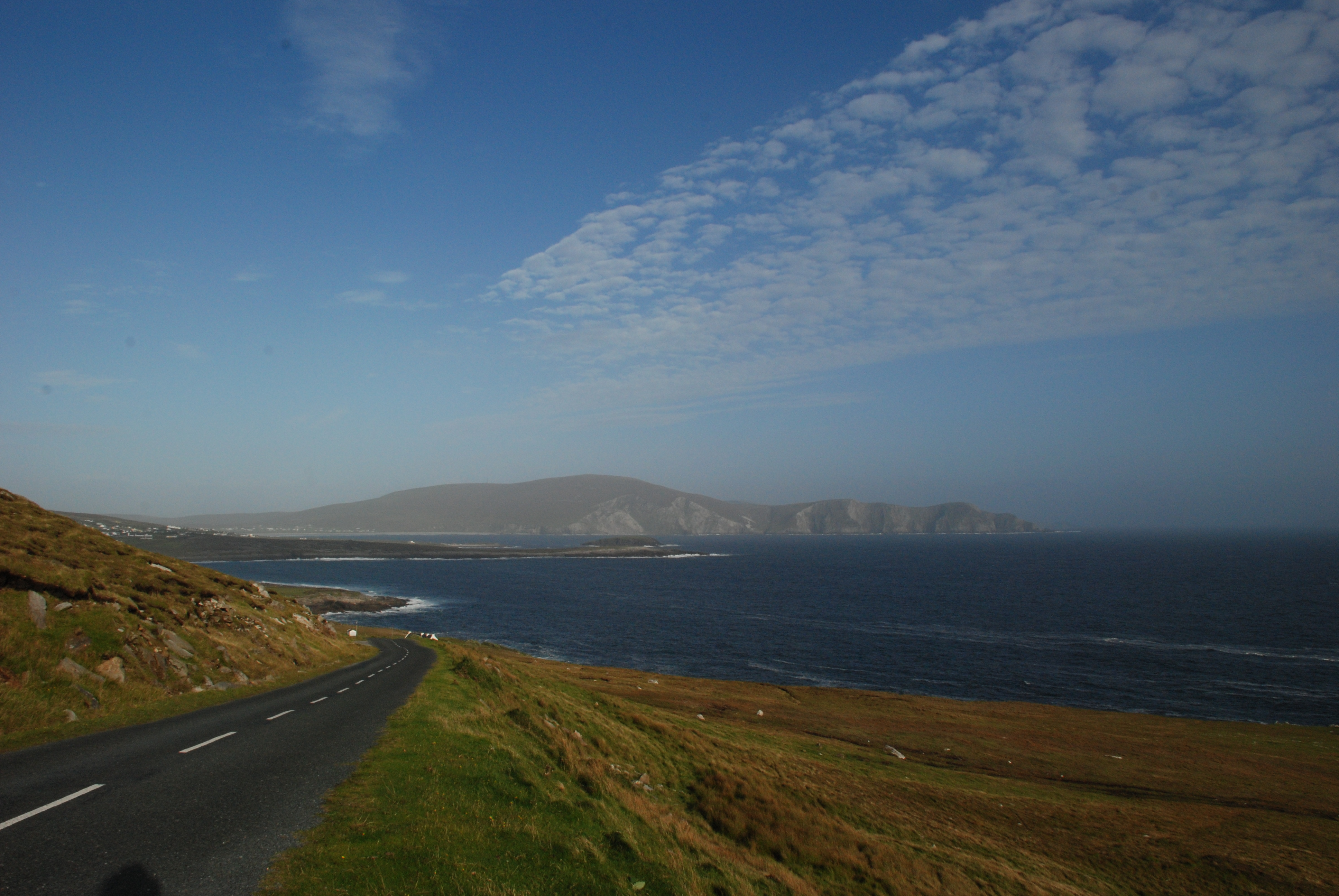
Vue des pentes du Croaghaun, sur la côte sud de l'île.

Le littoral de l'île est varié, avec des plages, des falaises et des zones rocheuses. Les falaises du Croaghaun sur la côte nord-ouest de l’île, inaccessibles par la route, sont les troisièmes plus hautes falaises maritimes d’Europe. À la pointe ouest de l’île, près d’Achill Head, la baie de Keem a une des plus belles plages de la côte ouest de l’Irlande. La grande plage de Keel est très prisée par les touristes et les surfeurs.
Le point culminant de l'île est le Croaghaun (688 m), situé au dessus de la baie de Keem ; vient ensuite (671 m) le Slievemore. 

### Villages
Outre Achill Sound, situé à l'entrée de l'île, les principaux villages de l'île sont Keel, Dooagh, Dooega et Doogort. 
De nos jours, la plupart des équipements publics de l'île se trouvent à Polranny.

### Occupation de l'espace
L’île est recouverte à 87 % par des tourbières. 

### Voies de communication
Le pont d'Achill est long de 30 m environ. C'est un pont tournant qui permet le passage de petits bateaux. Un premier pont a été construit en 1886 et remplacé par l'actuel après la Seconde Guerre mondiale.
L'île est reliée par la R319 à Mulranny, où elle rejoint la N 59, qui longe la côte ouest de l'Irlande de Sligo à Galway. 
La R319 se prolonge à l'intérieur de l'île jusqu'à Keem au nord-ouest. Une route secondaire partant d'Achill Sound fait le tour du sud de l'île (par Clouhgmore, Ashleam, Dooega) et revient à la R319 à Saula West. Dans la partie nord, une route part de la R319 à Bunacurry et la rejoint à Keel après avoir atteint Dugort.

## Histoire

### Du Néolithique à nos jours
On considère qu’à la fin du Néolithique (autour de 4 000 ans av. J.-C.), Achill était peuplée d’environ 500 à 1 000 habitants. Une pagaie datant de cette période a été retrouvée au crannog près de Dookinelly. L’île était couverte de forêts jusqu’à ce que ses premiers habitants commencent à cultiver la terre. La colonisation de l’île s’est accrue durant l’Âge de pierre et la présence de nombreux fortins le long des côtes démontre la nature belliqueuse de cette époque.  
Au XVIe siècle, Grace O'Malley une femme pirate célèbre en Irlande, a possédé un château à Kildownet.
Aux XVIIe et XVIIIe siècles, l’île est très marquée par la migration de nombreuses personnes en provenance des autres régions de l’Irlande et tout particulièrement de l’Ulster en raison des nombreux troubles politiques et religieux. À tel point que deux dialectes gaéliques ont coexisté sur l’île pendant un certain temps. Pour cette raison, de nombreuses cartes donnent des noms différents pour le même endroit. Le gaélique d’Achill continue de nos jours à compter quelques traces du gaélique d’Ulster.

### Controverse de 2019 sur l'accueil de réfugiées
En novembre 2019, une controverse a éclaté à Pollagh après que les habitants ont commencé une manifestation sans interruption pour empêcher treize femmes demandeuses d'asile d'être hébergées temporairement à l'hôtel Achill Head du village.
À la suite de la manifestation, le ministère de la Justice et de l'Égalité, responsable des réfugiés et des demandeurs d'asile, a décidé que, dans ces conditions, rester à Pollagh n'était pas dans l'intérêt supérieur des treize réfugiées concernées, qui auraient alors risqué d'être vulnérables pendant que l'on statuait sur leur sort. Le magazine irlandais Image (en) a relevé à ce sujet que refuser d'accueillir treize femmes réfugiées était « encore pire » lorsque ce refus se cachait derrière l'excuse de protéger leur vulnérabilité,.
Le ministère de la Justice a ensuite annoncé que le plan d'hébergement initialement prévu à l'hôtel ne serait pas poursuivi, du fait de la manifestation qui se déroulait depuis une semaine. 
De son côté, un comité d'accueil local a déclaré que les gens étaient très déçus que les migrants ne viennent pas sur l'île et ne s'installent pas comme prévu. L'archevêque de Tuam, Michael Neary, a déclaré que le peuple d'Achill avait une réputation mondiale en tant que peuple accueillant, qui avait déjà recueilli par le passé des personnes de l'étranger.

## Économie
Les envois de fonds effectués par des habitants d’Achill émigrés à l’étranger, en particulier en Angleterre, en Écosse et aux États-Unis ont permis à beaucoup de personnes de rester vivre sur place au cours des XIXe et XXe siècles.
L’agriculture représente aujourd'hui une ressource mineure malgré les subsides européens. Le fait que l’île soit avant tout une tourbière n’aide pas l’agriculture, qui consiste principalement en élevage ovin. 
Si, dans le passé, la pêche était une des activités principales, elle est aujourd’hui marginale. À une certaine époque, les pêcheurs de l’île étaient connus pour pêcher le requin pèlerin.
L’économie dépend aujourd'hui pour l'essentiel du tourisme, qui a connu une fulgurante expansion dans les années 1960 et 1970. Mais, depuis un pic dans les années 1970, cette activité décline lentement. Les infrastructures hôtelières n'ont guère évolué en 30 ans.

## Population

### Patrimoine
À la pointe de Moyteoge, au-dessus de la baie de Keem, se trouve un ancien poste d’observation militaire anglais, datant de la Première Guerre mondiale, qui servait à empêcher les Allemands de livrer des armes aux mouvements séparatistes irlandais.
Au-dessus de la baie de Keem se trouvent les ruines de la maison du capitaine Boycott. Ce grand propriétaire terrien, qui a habité pendant 20 ans l’île avant de partir dans le Connemara, a été le premier à être « boycotté » en 1880.
Sur les pentes du Slievemore, se trouve le « village déserté », un village abandonné  par ses habitants lors de la grande famine en Irlande (1847-51).